# Alfa del Tucà
Alfa del Tucà (α Tucanae) és l'estel més brillant a la constel·lació del Tucà, la seva magnitud aparent és +2,87. A només 30° del pol sud celeste, no és observable en l'hemisferi nord per sobre de latitud 30°. s'hi troba a 199 anys llum de distància del sistema solar.
Alfa Tucanae és una gegant taronja de tipus espectral K3III la lluminositat de la qual és 424 vegades major que la lluminositat solar. La seva temperatura superficial és de 4.300 K i el seu radi és 37 vegades més gran que el del Sol. Aquestes observacions, combinades amb la teoria d'evolució estel·lar, indiquen que té una massa compresa entre 2,5 i 3 vegades la massa solar.
En estels gegants, la fusió nuclear d'hidrogen que té lloc al voltant del nucli d'heli, unit a processos de convecció, altera la composició química de les seves superfícies. Aquest efecte és clarament apreciable en Alfa Tucanae, on s'observa un empobriment de carboni, que en aquesta classe d'estels serveix com a catalitzador en la transformació d'hidrogen en heli, així com un enriquiment de nitrogen, també generat en aquest procés. Per contra, en el Sol, l'heli es crea a través d'un procés més directe, denominat fusió protó-protó.
Alfa Tucanae és una binària astromètric, és a dir, l'estel acompanyant no ha estat observada directament, sinó que ha estat detectada per canvis en el moviment propi de l'estel principal. El període orbital és de 11,5 anys i, si la companya fora una nana de baixa massa, la separació entre ambdues estaria entorn de les 7,5 ua.